# Dídac Costa Carcereny
Dídac Costa (Barcelona, 22 de desembre de 1980) és navegant oceànic. És el primer català i segon espanyol que ha completat la Vendée Globe, volta al món a vela en solitari i sense escales (2016). A més, és el primer regatista espanyol que ha completat les dues regates de la volta al món de la classe IMOCA: en solitari a la Vendée Globe 2016 i en equip a la Barcelona World Race 2014-15.

## Trajectòria
Format a la Classe mini, el 2011 completa la regata Mini Transat 6.50 en solitari creuant l'oceà Atlàntic de La Rochelle a Salvador de Bahia, que finalitza en 19è lloc. El 2014 pren part a la Barcelona World Race, volta al món sense escales en equips de dos tripulants amb vaixells de la classe IMOCA 60. Hi participa amb Aleix Gelabert amb el veler One Planet One Ocean, construït el 2000 sota el nom de Kingfisher per la participació a la Vendée Globe d'Ellen McArthur. Completen la regata en quart lloc després de recórrer 27.791 milles en un temps de 98 dies, 9 hores, 12 minuts i 9 segons.

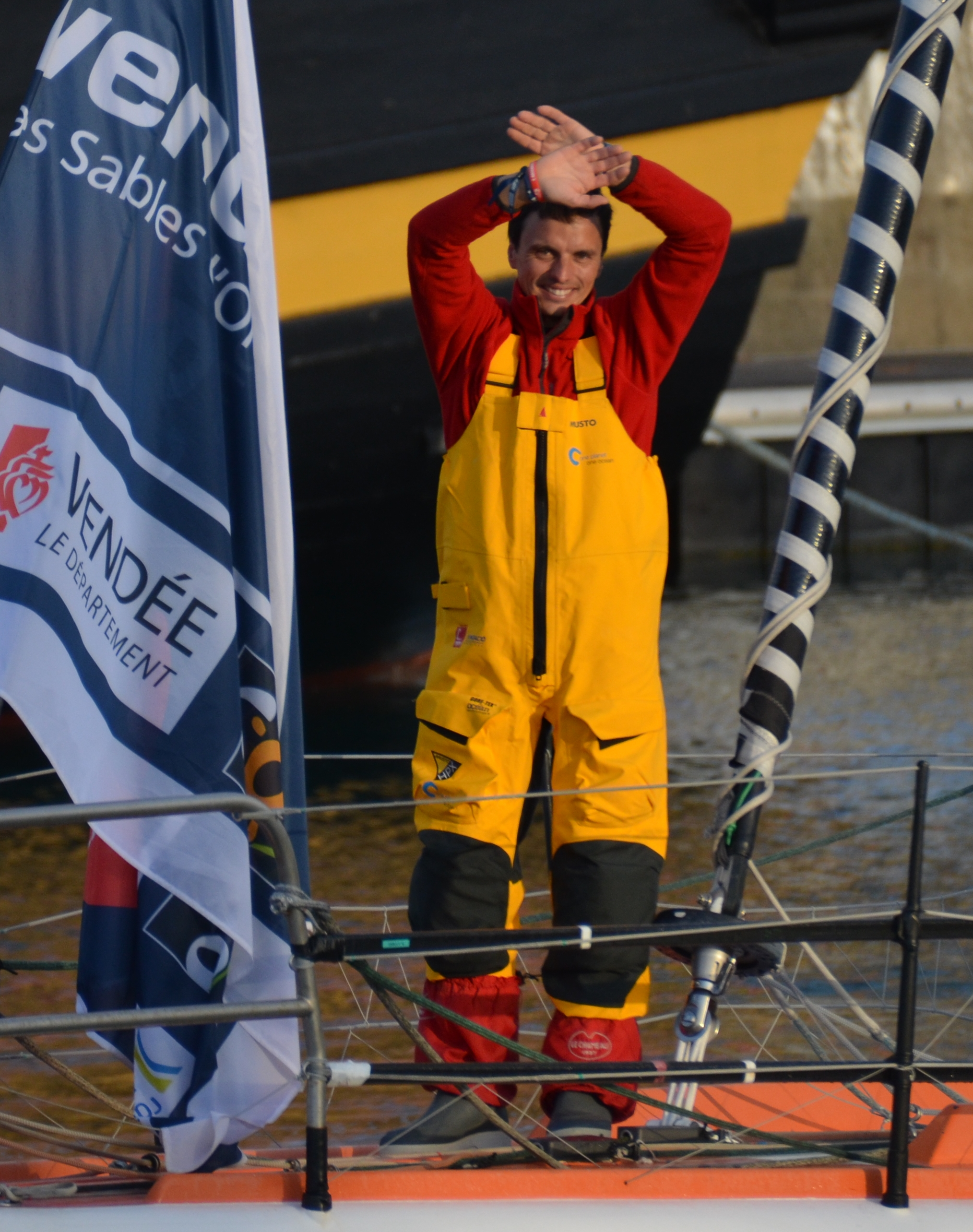
Dídac Costa a la sortida de la Vendée Globe 2016

L'any 2016 participa en la vuitena edició de la regata Vendée Globe, volta al món a vela en solitari, sense assistència i sense escales també a la classe IMOCA 60. Hi pren part amb el vaixell One Planet One Ocean, sota la grímpola del Reial Club Marítim de Barcelona i pavelló espanyol, amb el qual ja havia participat a la Barcelona World Race 2015. Dels 29 navegants que prenen la sortida, 18 aconsegueixen completar-la. Dídac Costa es classifica en catorzena posició amb un temps de 108 dies, 19 hores, 50 minuts i 45 segons en que recorre 24.500 milles, esdevenint així el segon regatista espanyol a completar aquesta prova 24 anys després que ho fes José Luis Ugarte.

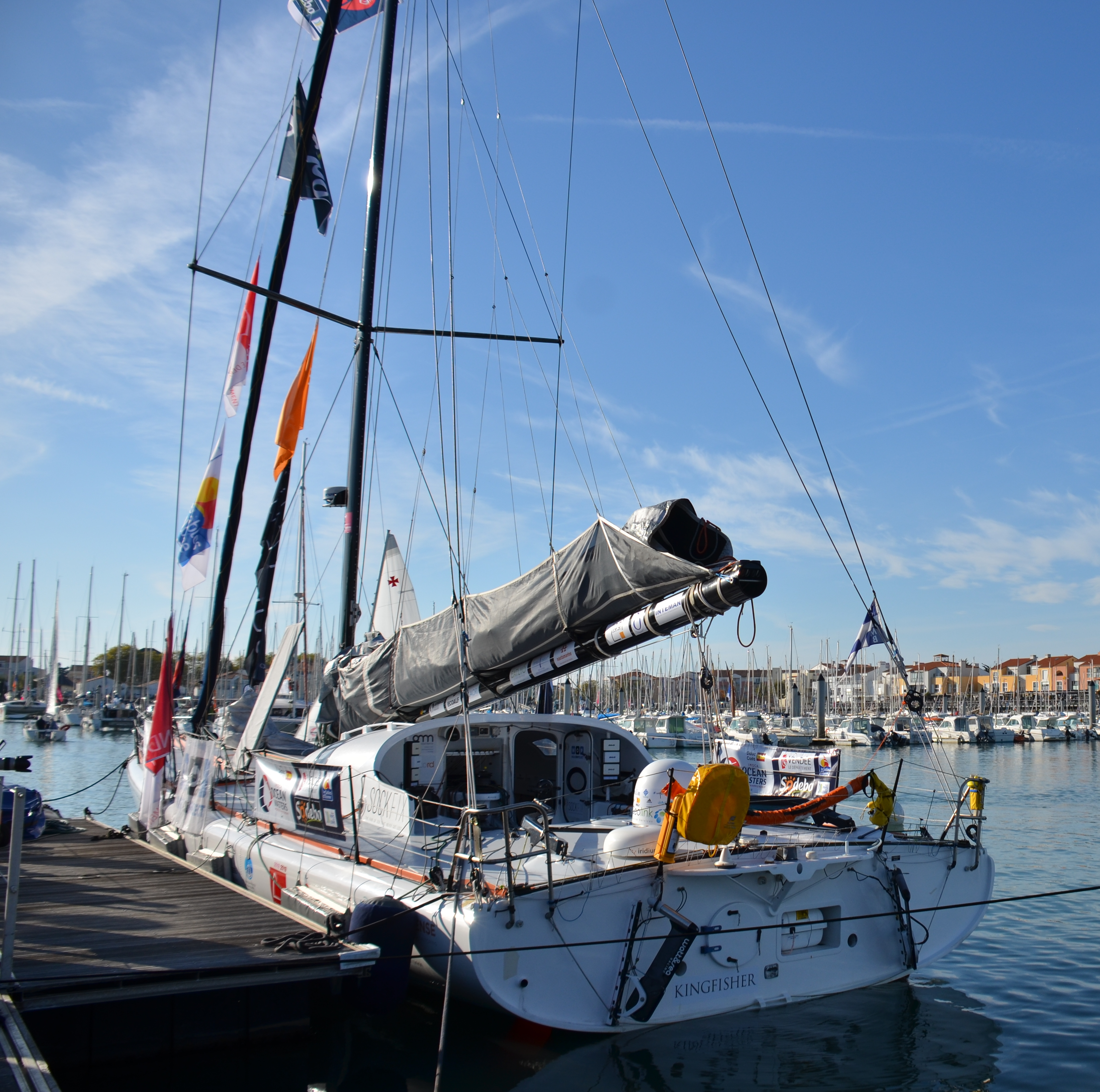
El vaixell One Planet One Ocean

## Palmarès
- 2021: 20è a la Vendée Globe
- 2017: 14è a la Vendée Globe
- 2016: 1r a la Mare Nostrum
- 2015: 4t a la Barcelona World Race en equip amb Aleix Gelabert
- 2013: 1r a la San Remo Mini-solo[7]
- 2013: 3r al Gran Premi d'Itàlia
- 2011: 19è a la regata MiniTransat[1]